# États-Unis aux Jeux olympiques d'hiver de 1984
L'équipe olympique des États-Unis a participé aux Jeux olympiques d'hiver de 1980 à Sarajevo en Yougoslavie. Elle prit part aux Jeux olympiques d'hiver pour la quatorzième fois de son histoire et son équipe formée de cent-sept athlètes remporta huit médailles.

## Médaillés
| Sport                 | Discipline       | Athlète(s)                            | Date     |
| Médaille d'Or : 4     |                  |                                       |          |
| Patinage artistique   | Simple Messieurs | Scott Hamilton                        | inconnue |
| Ski alpin             | Descente Hommes  | Bill Johnson                          | inconnue |
| Ski alpin             | Slalom Hommes    | Phil Mahre                            | inconnue |
| Ski alpin             | Géant Femmes     | Debbie Armstrong                      | inconnue |
| Médaille d'Argent : 4 |                  |                                       |          |
| Patinage artistique   | Simple Dames     | Rosalynn Sumners                      | inconnue |
| Patinage artistique   | Couples          | - Kitty Carruthers - Peter Carruthers | inconnue |
| Ski alpin             | Slalom Hommes    | Steve Mahre                           | inconnue |
| Ski alpin             | Géant Femmes     | Christin Cooper                       | inconnue |